# Josef Klessinger
Josef Klessinger (* 31. Juli 1915 in Zenting; † unbekannt) war ein deutscher Politiker der Partei Wirtschaftliche Aufbau-Vereinigung (WAV).

## Leben und Beruf
Klessinger erlernte den Beruf des Bäckers. Da seine Eltern früh starben, musste er, als ältestes Kind der Familie, seine vier jüngeren Geschwister durch verschiedene Arbeiten versorgen. 1936/37 wurde er in der Strafanstalt in Landsberg am Lech arrestiert, da er Jugendgruppen nicht im nationalsozialistischen Sinne erzogen haben soll. Daraufhin flüchtete er nach Österreich, Ungarn, Rumänien und Jugoslawien. Schließlich wurde er erneut verhaftet, zurückgeführt und zwangsverpflichtet. Von 1940 bis 1945 war er als Soldat im Zweiten Weltkrieg im Einsatz. Nach dem Krieg arbeitete er zunächst in der Landwirtschaft, später wurde er von der Landesleitung der WAV zum Beauftragten für den Landkreis Mühldorf am Inn berufen. Sein letzter bekannter Wohnort ist Schwindkirchen.

## Politik
Bei der Landtagswahl 1946 wurde Klessinger für die WAV in den ersten Bayerischen Landtag der Nachkriegszeit gewählt. Später trat er aus der WAV aus und wechselte mehrfach die Partei- und Fraktionszugehörigkeit. So war er 1947 Mitbegründer des Deutschen Blocks, später trat er auch der Deutschen Partei für Freiheit und Recht bei. Zuletzt schloss er sich im Landtag der Freien Fraktionsgemeinschaft an. Mit Ende der Wahlperiode im November 1950 schied er aus dem Parlament aus.